# Carea trichotmeta
Carea trichotmeta är en fjärilsart som beskrevs av Louis Beethoven Prout 1924. Carea trichotmeta ingår i släktet Carea, och familjen trågspinnare. Inga underarter finns listade.